# Leșko
Leșko (în bulgară Лешко) este un sat  în Obștina Blagoevgrad, Regiunea Blagoevgrad, Bulgaria.

## Demografie
Componența etnică a satului Leșko
     Bulgari (99,49%)
     Nicio identificare (0,5%)
     Altele (0%)
La recensământul din 2011, populația satului Leșko era de 197 locuitori. Din punct de vedere etnic, majoritatea locuitorilor (99,49%) erau bulgari. Pentru 0,5% din locuitori nu este cunoscută apartenența etnică.